# Stadtbücherei Esslingen am Neckar
Die Stadtbücherei Esslingen am Neckar ist eine öffentliche Bibliothek in Esslingen am Neckar. Sie befindet sich in der Altstadt, in den Gebäuden des historischen Bebenhäuser Pfleghofs. Die Stadtbücherei bietet Zugriff auf rund 500.000 physikalische Medien, Zugang zu über 58.000 digitalen Medien über das Onleihe-Angebot 24/7onleihe.

## Geschichte
Die Bücherei wurde im Jahr 1917 als Volksbücherei von Oberbürgermeister Max von Mülberger initiiert und 1921 im Gebäude des Gasthauses zum Goldenen Löwen in der Ritterstr. 3 eröffnet. 1924 erfolgte ein Umzug in das Alte Rathaus. Während des Zweiten Weltkriegs war die Bücherei zeitweise geschlossen.
Die 1945 in Stadtbücherei Esslingen am Neckar umbenannte Bibliothek zog 1949 in die Augustiner-Straße 22. Im Jahr 1958 wurde die Bücherei vom Magazinbetrieb auf eine Freihandaufstellung umgestellt und der Bücherbus nahm den Betrieb auf. In den Jahren 1988/1989 bezog die Bücherei ihr aktuelles Quartier im alten Pfleghof.
Wegen des gesteigerten Platzbedarfs stand im Jahr 2017 eine Erweiterung der Räumlichkeiten durch ein Nebengebäude oder einen Neubau im Raum. In einem Bürgerentscheid sprach sich 2019 eine Mehrheit für eine Erweiterung vor Ort aus. 2022 pausierte der neu gewählte Oberbürgermeister Matthias Klopfer das Erweiterungsprojekt aufgrund der finanziellen Lage der Stadt auf unbestimmte Zeit.

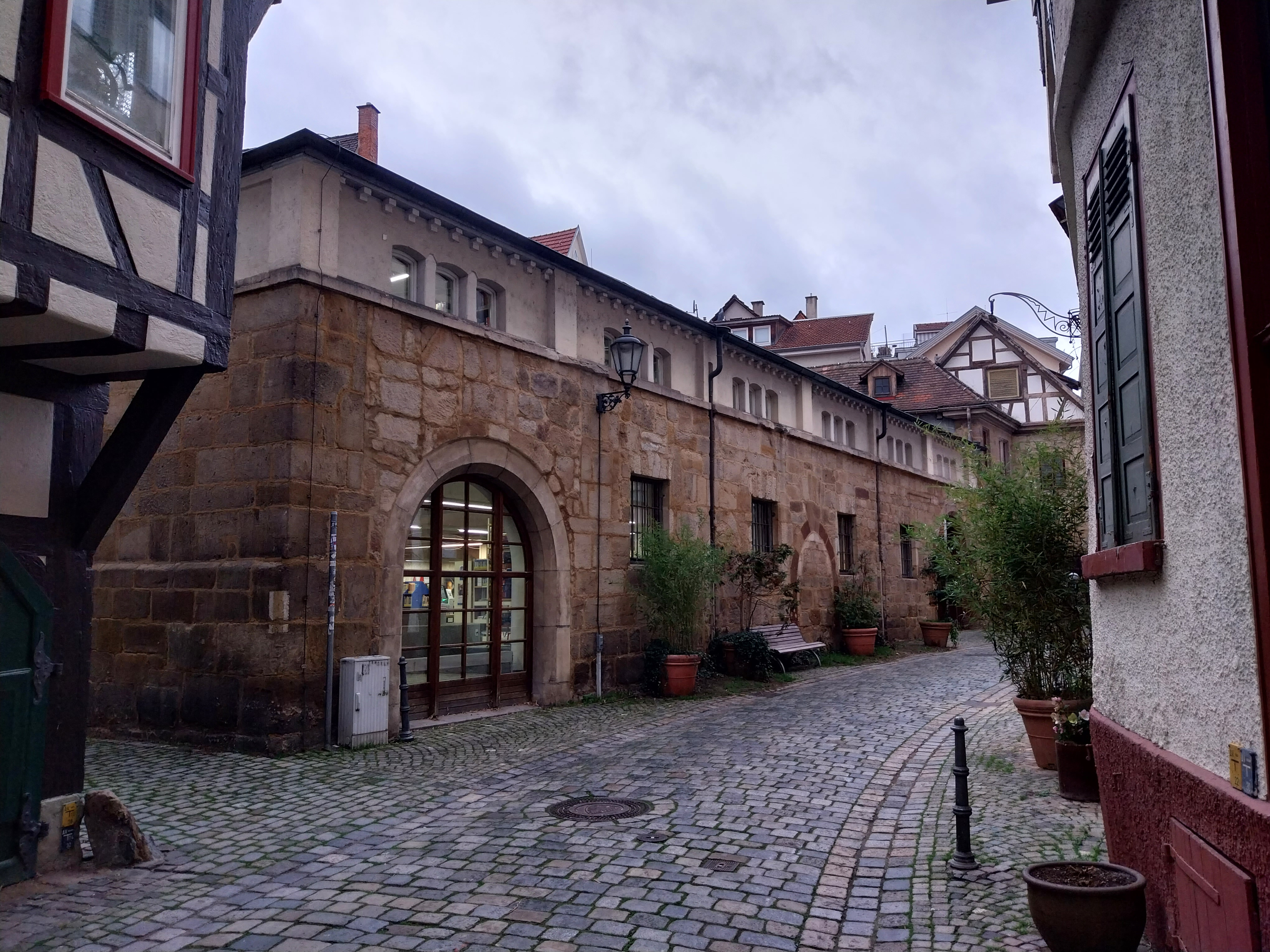
Rückansicht der Stadtbücherei (Webergasse)
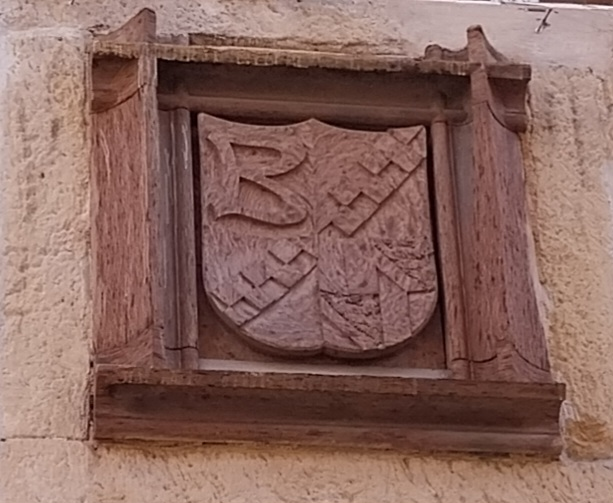
Wappen des Klosters Bebenhausen über dem Haupteingang
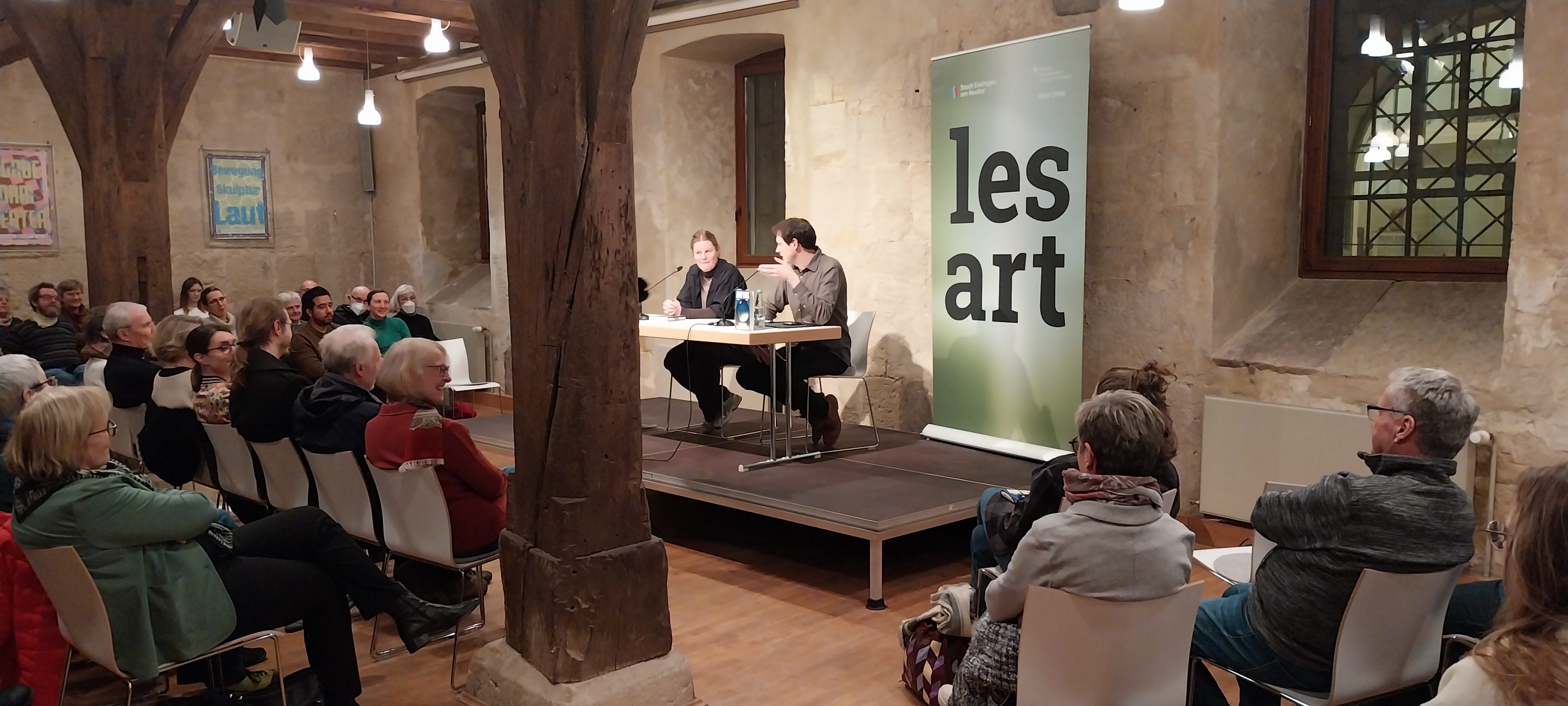
Autorenlesung im Kutschersaal der Stadtbücherei

## Zweigstellen
Die Stadtbücherei betreibt mit ehrenamtlicher Unterstützung eine Zweigstelle in Berkheim sowie einen Bücherbus, der an 5 Wochentagen insgesamt 20 Haltestellen anfährt.

## Angebote
Die Stadtbücherei Bietet neben der Ausleihe von physischen und digitalen Medien auch Führungen, Weiterbildungsangebote und Workshops für unterschiedliche Zielgruppen an.
Im Herbst veranstaltet die Stadtbücherei Esslingen jährlich das Literaturfestival Lesart.